# Nude in the Nettles
Nude in the Nettles é o nome dado pela mídia ao corpo de uma mulher desconhecida encontrada morta perto de Sutton Bank em North Yorkshire, Inglaterra em 1981. A polícia local foi notificada da localização do corpo por uma pessoa anônima que alegou não poder fornecer seu nome por razões de “segurança nacional”.

## Descoberta da vítima
Na sexta-feira, 28 de agosto de 1981, por volta das 8h00, o policial John Jeffries, da Polícia de Ripon, recebeu um telefonema na delegacia de um homem que foi descrito como bem falante e com um leve traço de sotaque local. Na qual disse: "Perto de Scawton Moor House, você encontrará um corpo decomposto" A pessoa que ligou deu instruções sobre como encontrar o corpo. A ligação durou menos de um minuto. Quando a pessoa que ligou foi questionada sobre seu nome e endereço, ele afirmou que não poderia fornecer essas informações por “razões de segurança nacional” e encerrou a ligação abruptamente. O policial local compareceu ao local identificado, mas não conseguiu encontrar o corpo inicialmente. No entanto, após uma busca cuidadosa, ele descobriu ossos humanos. O Departamento de Investigação Criminal Britânico (CID) foi chamado ao local e limpou uma grande área de vegetação. Acredita-se que o corpo da mulher tenha permanecido intocado por até dois anos. Uma pista foi uma tampa descartada de uma lata de pasta de carne, encontrada vendida em 6 de outubro de 1979, que foi encontrada abaixo do corpo. A polícia acredita que a mulher foi assassinada, mas nunca revelou como ela morreu. Embora o local ficasse próximo, a uma área de piquenique familiar, o corpo estava tão bem escondido que era altamente improvável que pudesse ter sido descoberto por acidente. A pessoa anônima que notificou a polícia local tornou-se suspeito do assassinato, mas sua identidade nunca foi encontrada.

## Descrição da vítima
Em vida, a mulher tinha 1,63 m altura. Ela tinha cabelo castanho escuro com um comprimento de cerca de 4-6 polegadas. As unhas dos pés da vítima estava pintada de rosa claro. A mulher deu à luz dois ou três filhos durante sua vida e, embora nenhuma aliança de casamento tenha sido encontrada, acredita-se que ela tenha sido casada. Nenhuma joia ou roupa de qualquer tipo foi encontrada com o corpo, sugerindo que alguém tentou ocultar a identidade da vítima. A análise do esqueleto revelou que a vítima tinha uma anormalidade nas vértebras do pescoço que poderia ter causado problemas nas costas, a vítima também tinha uma fratura de tornozelo. A análise óssea revelou que até os sete anos de idade, a mulher vivia em uma área com altos níveis de flúor natural na água potável. Duas áreas locais que tinham essa água eram nas cidades de Hartlepool e Grimsby. Todos os dentes superiores da vítima, exceto seis dentes inferiores, estavam faltando e uma placa dentária superior foi colocada. A mulher tinha manchas fortes nos dentes restantes, o que indicava que ela fumava e bebia muito e, geralmente, não cuidava de si mesma.

## Eventos subsequentes
Após a investigação do local da descoberta, a investigação mais ampla descobriu algumas roupas femininas, um vestido preto e algumas roupas íntimas, penduradas em uma árvore a cerca de um quilômetro de distância do local do corpo. Não foi possível provar que os itens se relacionam com a descoberta da mulher, mas ninguém se apresentou para reivindicá-los. A polícia investigou a possibilidade de que a mulher fosse uma presidiária fugitiva da prisão de Askham Grange. 
Em novembro de 1981, estudantes de medicina construíram uma figura de cera da mulher em um dos primeiros exemplos de uso dessa técnica para tentar identificar.
Em 2012, o corpo foi exumado para que fosse criado um perfil de DNA. O perfil foi comparado a amostras de cinco famílias, duas das quais se apresentaram por vontade própria, que poderiam estar relacionadas à mulher. Nenhuma correspondência foi encontrada.
Em 2013, a polícia declarou que havia adicionado o perfil de DNA da mulher ao banco de dados nacional na esperança de que uma correspondência fosse encontrada no futuro. No mesmo ano Chris Clark um policial aposentado da Polícia de Norfolk disse que poderia haver uma ligação do assassino em série Peter Sutcliffe o "Estripador de Yorkshire", com a vítima.